# Templo de Diana (Mérida)
O Templo de Diana é um templo romano construído até fins do século I a.C. em Emerita Augusta, que mais tarde se tornaria em capital da província romana da Lusitânia, atual Mérida (Espanha). Se ergueu no fórum municipal da cidade romana seguindo a configuração habitual dos templos clássicos greco-romanos e é o único edifício religioso romano que tem sobrevivido em Mérida em um aceitável estado de conservação. De fato, era dedicado ao culto imperial, não à deusa Diana, e deve ter sido um dos principais templos da cidade, a julgar pela importância de sua dedicação e pelo lugar de destaque que ocupou no espaço urbano. Desde 1993 está declarado Patrimônio da Humanidade como parte do Conjunto Arqueológico de Mérida.

## Descrição
O chamado Templo de Diana estava localizado no que era o fórum central de Mérida, próximo ao entroncamento das duas principais vias da cidade, o cardo e o decúmano, cuja linha segue a atual rua de Santa Eulália, e seria um dos edifícios monumentais que encerraram este espaço. Orientada de norte a sul, sua fachada posterior seria paralela ao decúmano. No amplo espaço do fórum, o templo foi concebido com recinto ajardinado próprio, aberto ao fórum, por meio de um pórtico de pilastras e com duas lagoas na frente das fachadas principais.

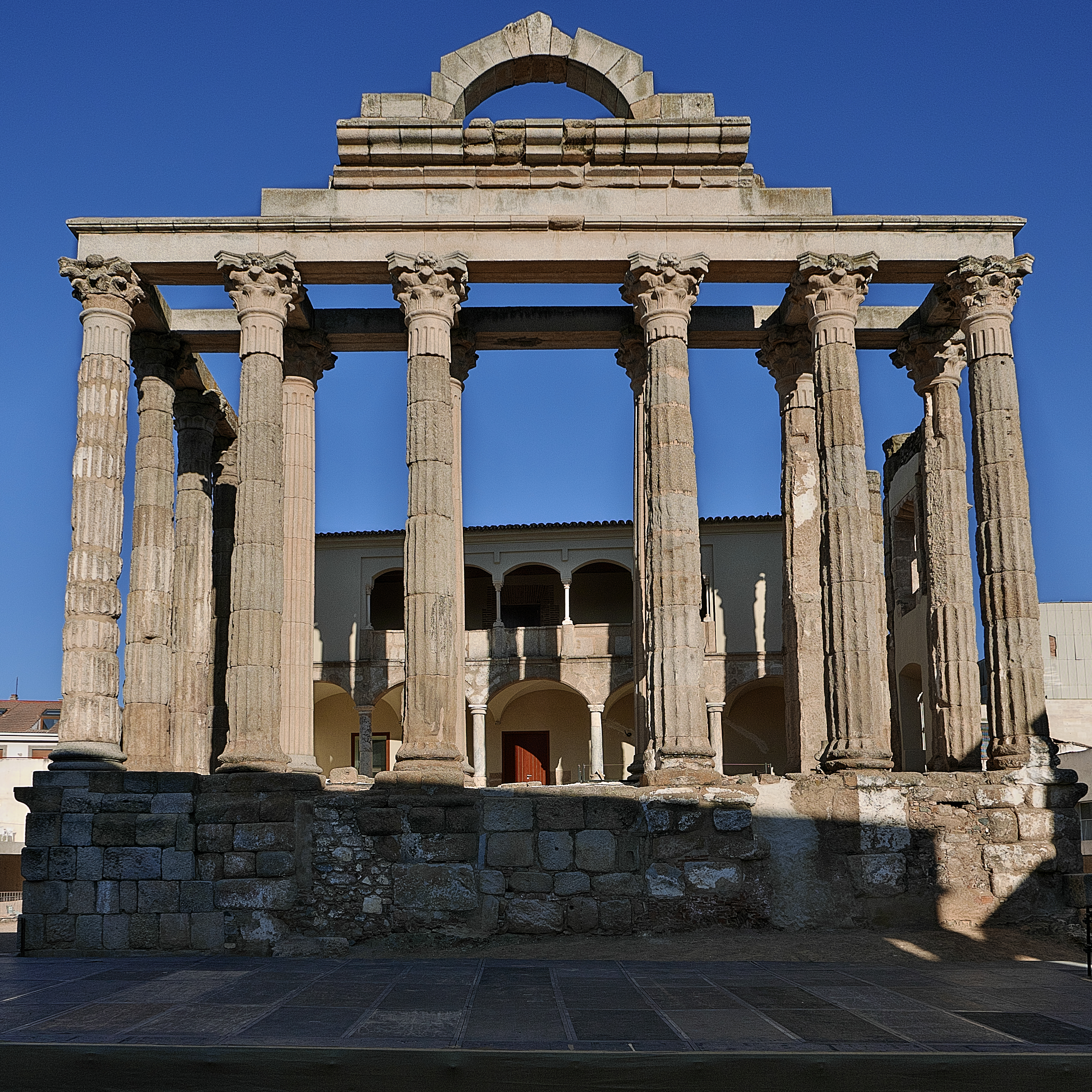
Frontispício do Templo de Diana

A estrutura deste templo é semelhante à de outros, como a Maison Carrée de Nîmes ou os templos dedicados a Augusto em Vienne e Barcelona. A construção de planta retangular se eleva em um pódio de 3,23 m de altura forrado a silhares bem recortados e dispostos com corda e marca, que se reúne em cornija moldada. Sobre esse pódio ergue-se uma colunata da qual preservamos pouco mais da metade das colunas, o suficiente para oferecer uma visão geral de seu volume original. É um templo períptero — isto é, rodeado de colunas — com um pórtico hexastilo—seis colunas na frente — e onze colunas nas laterais principais. As proporções de sua planta são de 32 × 18,5 m, enquanto as colunas têm uma altura de oito metros.
As colunas apoiam-se em bases áticas e têm fustes estriados. Nos capitéis de ordem coríntia em alguns trechos sobrevive a trave da arquitrave, cuja decoração original podemos adivinhar a partir de alguns fragmentos recuperados nas escavações. Não há restos da cobertura original do edifício acima desta arquitrave, embora a descoberta de algumas peças soltas sugira que o frontão triangular possuía um arco de descarga semicircular, agora reconstruído e bem visível, semelhante ao do Templo de Augustobriga em Talavera la Vieja, Cáceres.
Todos os elementos são em pedra de granito, extraída de diversas pedreiras à volta de Mérida, mas o acabamento exterior que agora apresentam é muito diferente do original. Seriam recobertos de estuque, como se tem podido comprovar em algumas silhares onde ainda permanece colado ao granito, com o qual se ocultava assim a rugosidade desta rocha e se delineava com mais refinamento os ornamentos das colunas e capitéis. É possível inclusive que o embasamento também tenha sido coberto dessa forma, como sugere algum fragmento de estuque localizado em sua superfície.
O interior do templo, a cella, não pode ser reconstruído por enquanto. Apenas permanecem algumas bases internas que nos permitam vislumbrar a divisão deste lugar sagrado mediante colunas e o prolongamento do seu espaço até ao primeiro intercolúnio lateral, de modo que havia um pórtico de tamanho reduzido na parte dianteira. Após a demolição de algumas casas anexas ao edifício romano, verificou-se que a fachada principal se situava no lado sul, onde se descobriu o início das escadas do templo.  Como parte do complexo religioso, em ambos os lados da fachada havia duas lagoas com seus respectivos canais.

## História

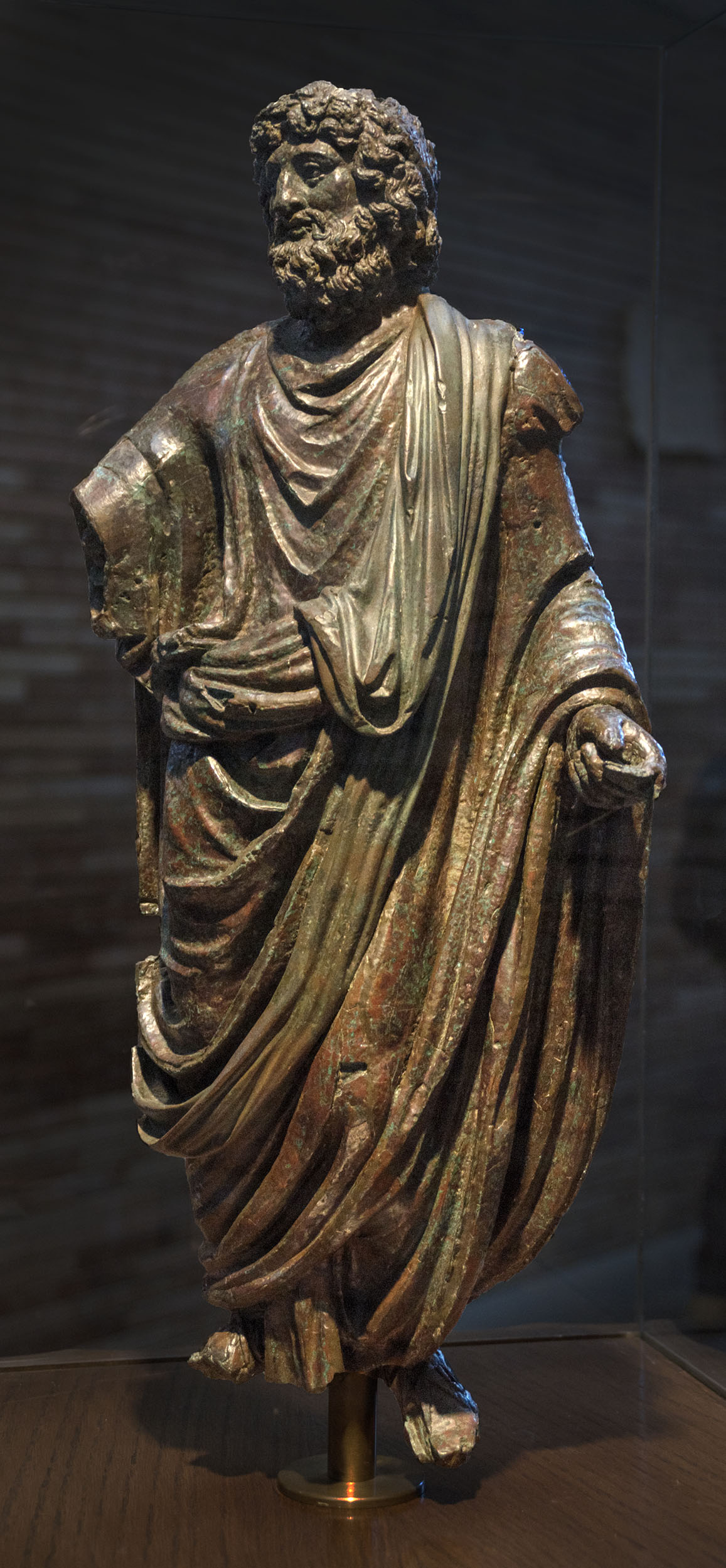
Gênio do Senado romano, bronze de 54,5 cm encontrado no templo em 1974. Museu Nacional de Arte Romana

O momento em que se realizou esta obra continua a ser uma questão de consideração. Alguns aspectos formais, como os cânones dos capitéis e o desenvolvimento da moldagem do pódio, ou a utilização de um material como o granito, são características da arquitetura que se desenvolveu ao longo do século I d.C. desde a etapa de Augusto. Dentro desse período amplo, as últimas conclusões apontam para o governo de Tibério (14–37 d.C.), ao qual com grande probabilidade pertenceria uma representação escultórica encontrada nas escavações do templo no século XIX, como época de construção do templo. Existem alguns detalhes que indicam atividade construtiva no mesmo durante a etapa posterior dos Flávios (69–96 d.C.).
No século XVI, se construiu na cella, a sala interior do templo, o Palácio do Conde los Corbos, um imóvel que em parte tem garantido a sobrevivência da obra romana. Este palácio tem fachada, janelas e uma dupla galeria estilo renascentista cuja construção aproveitou materiais romanos e visigodos. Em duas das suas janelas podem-se ver detalhes decorativos de gosto mudéjar. Em junho de 2018, foi inaugurado um centro de interpretação no Palácio de los Corbos, financiado graças às contribuições dos sócios Mecenas, que desenvolve o seu conteúdo em torno da importância do edifício na época romana e seus usos posteriores.

## Dedicação
O templo foi chamado "de Diana" desde que o historiador local Bernabé Moreno de Vargas o identificou no século XVII. No entanto, nas escavações arqueológicas ao redor do edifício, têm se encontrado em momentos diferentes várias imagens escultóricas que permitiram discernir o significado de seu culto. No final do século XIX apareceu a escultura de um imperador da dinastia Júlio-Claudiana, provavelmente Tibério ou Cláudio. Posteriormente, também relacionado com a pessoa do imperador, foi encontrado o "Genius Augusti", símbolo da divinização do imperador. E completa este conjunto significativo um pequeno bronze da etapa antonina (138–161 d.C.) que representa o Gênio do Senado, representando o caráter divino do Senado Romano. Além de todas essas descobertas significativas, devemos considerar uma inscrição que alude a um flâmine, um sacerdote do culto imperial. Tudo leva a crer que o templo era realmente dedicado ao culto imperial e, como tal, no seu interior se venerava tanto a imagem do imperador como a do Senado divinizado, um culto que também se estende à deusa Roma. A localização deste templo de culto oficial na área proeminente do fórum desta colônia romana e em um lugar elevado corrobora a finalidade do mesmo.

## Galeria

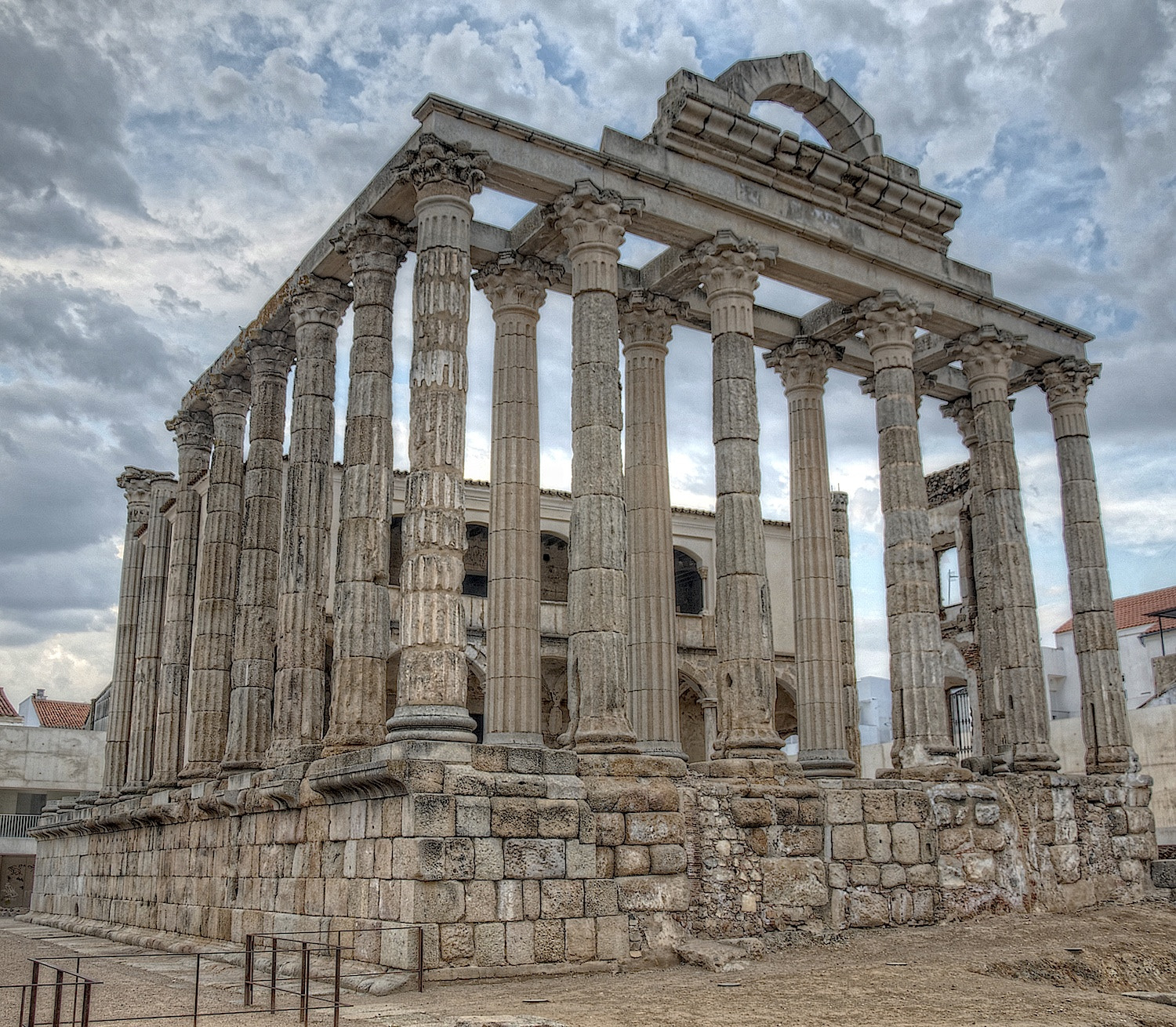
Vista geral
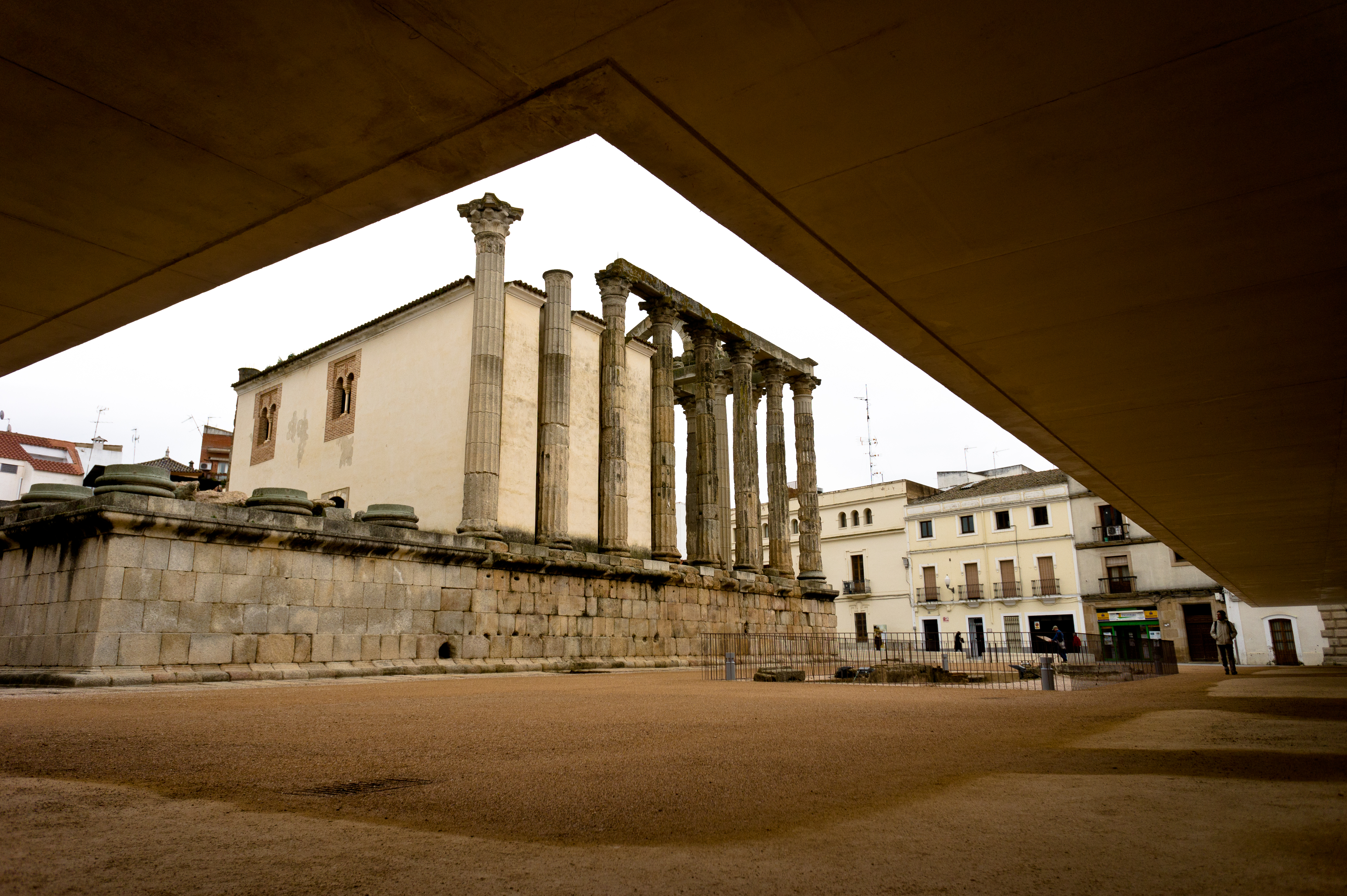
Lateral oeste e fachada posterior
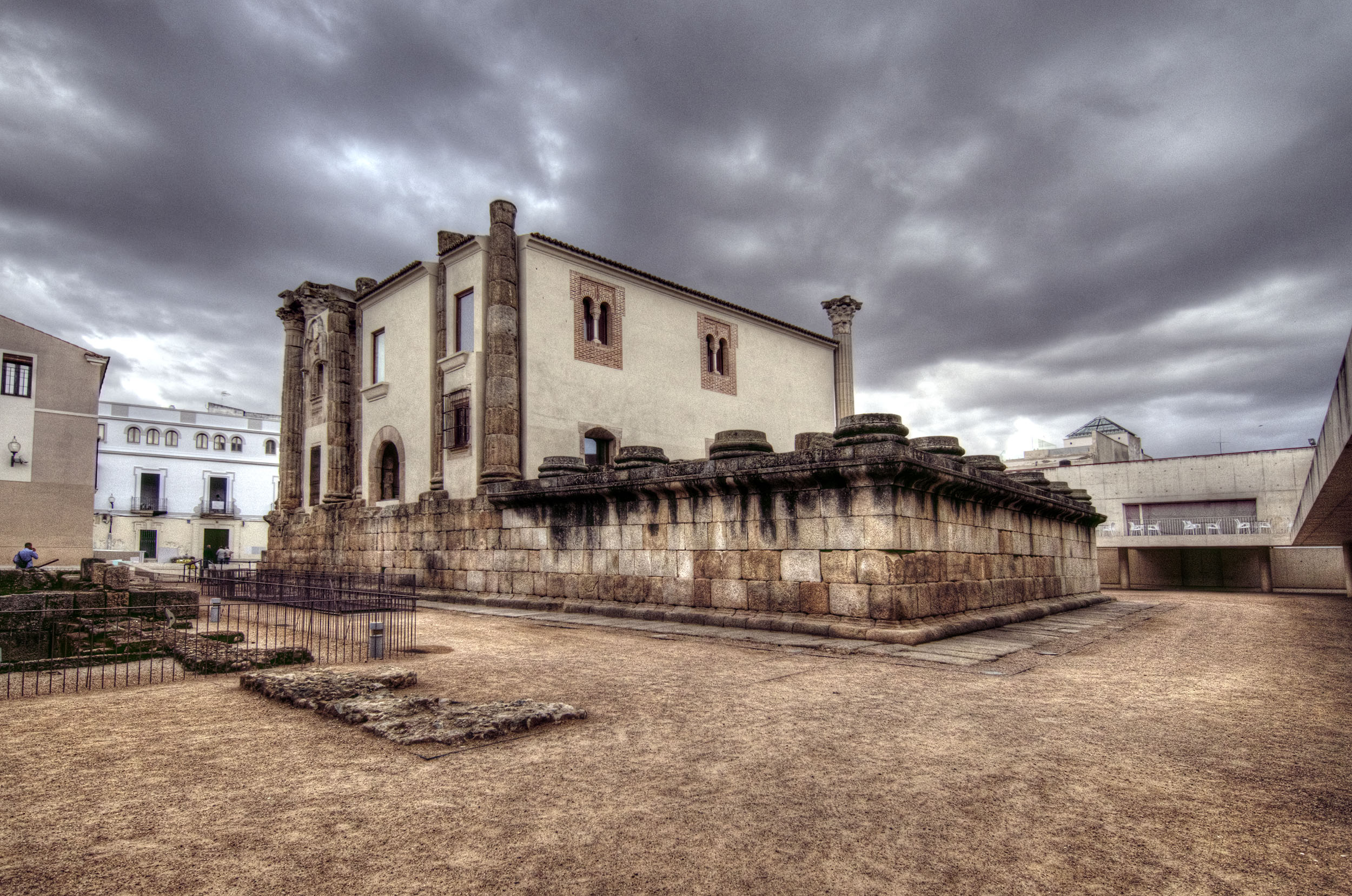
Esquina norte
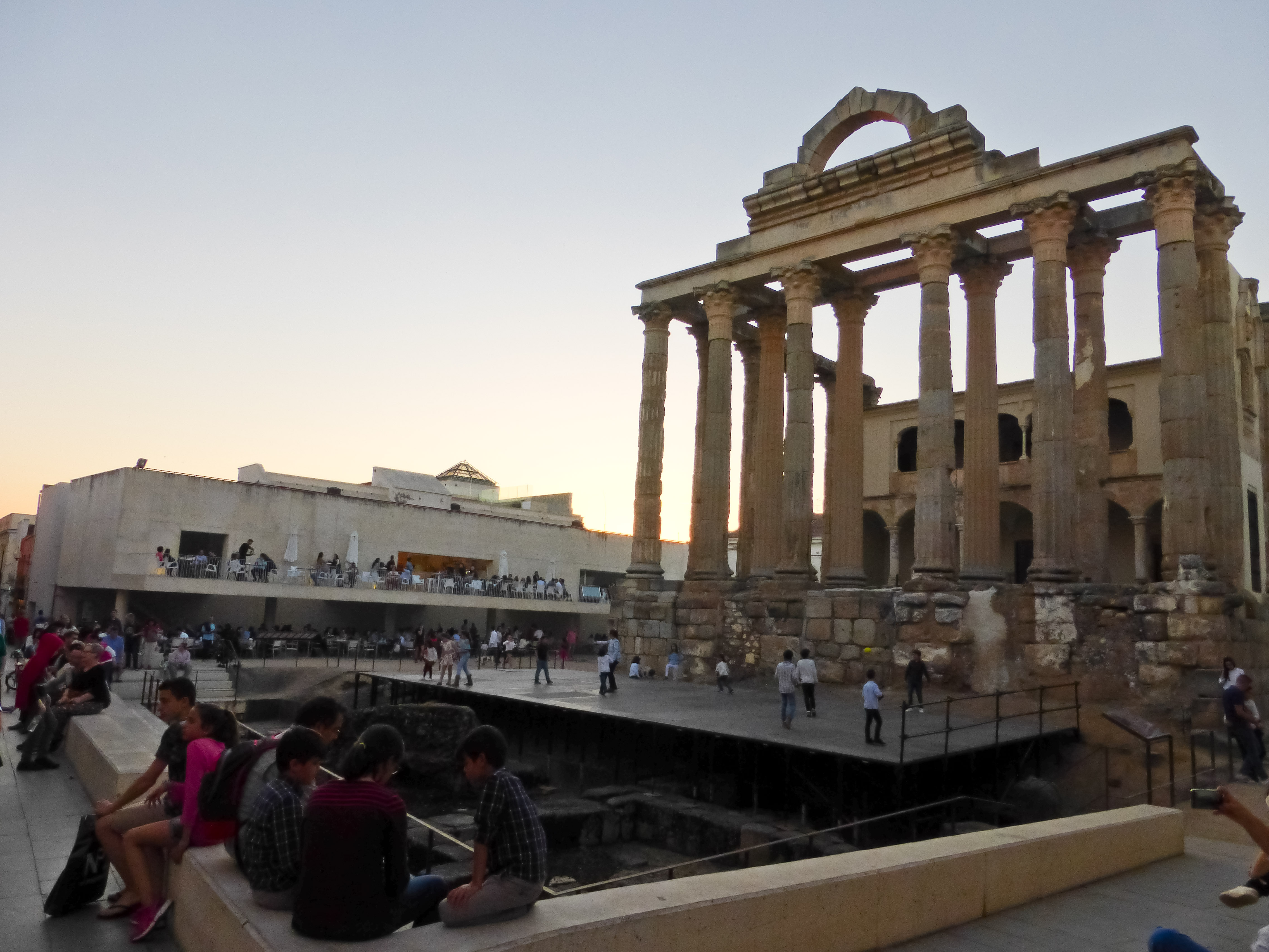
Ruínas frente à fachada.
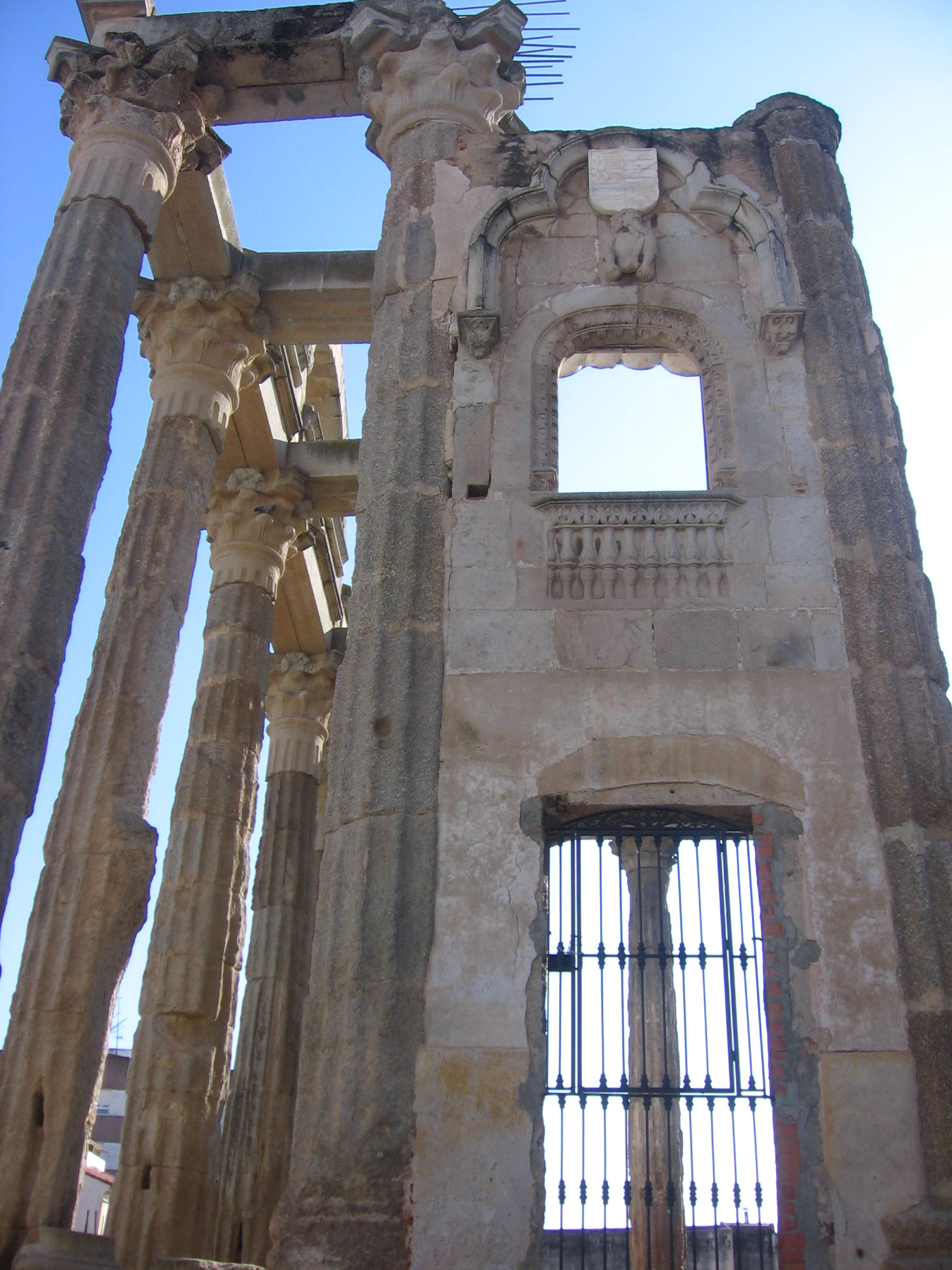
Balcão do Palácio do Conde de los Corbos, do século XVI